# QubitTV
Qubit.tv fue una compañía argentina de entretenimiento Video On Demand (VOD). 
Lanzada en Argentina llegó a proveer servicio a empresas y a usuarios finales de Argentina y Uruguay. 
Logró también posicionarse como la empresa de VOD con mayor cantidad de alianzas estratégicas con las grandes productoras de cine y productoras independientes nacionales e internacionales. En lo que respecta al segmento B2B, Qubit.tv desarrolló plataformas para empresas masivas como telefónicas, Isps, cableoperadores o cualquier empresa del rubro que quiera lanzar un servicio de VOD para ofrecerlo entre sus clientes a modo de servicio de valor agregado.

## Historia
Qubit.tv fue lanzada a principios del año 2011 en Argentina. 
Desde su creación, la empresa aspira a ofrecer una selección rigurosa y abarcativa de películas, en la mejor calidad de imagen posible.
En los inicios, la principal barrera a superar fue la piratería. 
Los proveedores de contenidos y grandes productoras audiovisuales fueron aprendiendo en el camino las grandes ventajas de Qubit.tv. 
Entendieron que al reducir el tiempo entre que una película sale de las carteleras y la posibilidad de encontrarla en línea en el sitio, es una práctica para que los usuarios consuman contenidos de manera legal y en alta calidad.
En agosto de 2018 dejó de operar en Colombia.
Desde fines de 2023 el sitio presentó numerosos problemas, incluyendo la falta de actualización y reducción del catálogo. Finalmente, en junio de 2024 la plataforma dejó de estar disponible aunque sus directivos no emitieron una comunicación oficial al respecto.

## Funcionamiento
Qubit.tv llegó a contar con un catálogo en línea de aproximadamente 3000 películas, incluyendo clásicos de todos los tiempos, cine nacional, estrenos internacionales, documentales y cortos, etc siendo posible acceder a ellos a través de múltiples dispositivos: PC, navegador móvil, teléfonos inteligentes, tabletas Android o iPad y Smart TVs.